# Муун Блъдгуд
Муун Блъдгуд (на английски: Moon Bloodgood) е американска актриса и модел. Известна е с ролята си на лейт. Блеър Уилямс в Терминатор: Спасение и на Ан Глас в сериала Падащи небеса.

## Детство
Муун Блъдгуд е родена в градчето Алайънс. Израства в калифорнийския град Анахайм. Баща ѝ Шел е с холандски и ирландски произход, а майка ѝ Санг Ча е южнокорейка. Баща ѝ служи в Южна Корея, където двамата се запознават.

## Личен живот
Омъжена е за режисьора и продуцент Грейди Хол. На 15 декември 2012 г. се ражда дъщеря ѝ Пепър.

## Филмография
| Година | Заглавие             | Роля               | Бележки |
| ------ | -------------------- | ------------------ | ------- |
| 2005   | Почти любов          | Бриджет            |         |
| 2006   | Осем герои           | Кейти              |         |
| 2007   | Предводителят        | Старфайър          |         |
| 2008   | Тайните на Холивуд   | Лора               |         |
| 2009   | Терминатор: Спасение | лейт. Блеър Уилямс |         |
| 2010   | Безпощадно           | Марина             |         |
| 2012   | Сеанси               | Вера               |         |
| 2012   | The Power of Few     | Мала               |         |